# Orange Road The Movie: ...e poi, l'inizio di quella estate...
Orange Road The Movie: …e poi, l'inizio di quella estate… (新きまぐれオレンジ☆ロード ～ そして、あの夏のはじまり?, Shin Kimagure Orenji Rōdo ~ Soshite, ano natsu no hajimari) è un film del 1996 diretto da Kunihiko Yuyama. È il secondo e ultimo film d'animazione tratto da Orange Road di Izumi Matsumoto, ed è basato sul primo romanzo della serie Shin Kimagure Orange Road.
Il film, conosciuto anche come Summer's Beginning, è stato proiettato il 2 novembre 1996 nelle sale giapponesi, mentre in Italia è stato distribuito nel 1999 in VHS da Dynamic Italia con un adattamento fedele all'originale nei dialoghi e nei nomi dei personaggi. Il doppiaggio è stato eseguito dalla Cooperativa Eddy Cortese di Roma e diretto da Paolo Cortese, e mantiene lo stesso cast di doppiatori del ridoppiaggio Dynamic della serie televisiva; questa versione è stata riproposta poi nel 2006 in DVD da Yamato Video.
Il film è stato anche trasmesso il 12 novembre 2000 da Italia 1 con il titolo È quasi magia Johnny: Un amore infinito…, con un nuovo doppiaggio eseguito dalla Merak Film di Milano che mantiene il cast del primo doppiaggio della serie televisiva. Questa versione presenta vari tagli e censure, e utilizza gli stessi nomi localizzati dei personaggi usati nel predetto doppiaggio.

## Trama
Sono passati alcuni anni dagli eventi del film È quasi magia Johnny: Una difficile scelta e Kyōsuke Kasuga ha ormai diciannove anni ed è fidanzato con Madoka Ayukawa. Egli, dopo essere stato messo in guardia da una misteriosa telefonata, viene investito da un'automobile, ma grazie ai suoi poteri riesce a traslarsi nel futuro: si ritrova quindi tre anni più avanti e scopre che il suo "io" futuro di ventidue anni è un fotografo di successo, scomparso nella guerra in Bosnia e creduto morto. Per correggere il corretto corso del tempo e tornare nel suo tempo di provenienza, Kyōsuke dovrà ritrovare il se stesso ventiduenne. Nel corso della storia Kyōsuke incontrerà la futura Hikaru, divenuta una danzatrice professionista a New York, e la futura Madoka, e i tre verranno in qualche modo riuniti.

## Colonna sonora
Sigla di chiusura
- DAY DREAM ~ Soba ni iru yo (ＤＡＹ ＤＲＥＡＭ～そばにいるよ?), di Agua

Canzoni interne
- LOVE IS POWER, di Aki Kudō
- DON'T BE AFRAID, di Agua